# Cyklopentenony

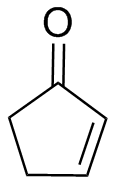
2-cyklopentenon

Cyklopentenony jsou organické sloučeniny obsahující cyklopentenový cyklus a karbonylovou skupinu vázanou na tento cyklus.
Mezi cyklopentenony patří:
- 2-cyklopentenon (cyklopent-2-en-1-on)
- 3-cyklopentenon (cyklopent-3-en-1-on)

a jejich deriváty.